# Simon’s Town Naval Base
Koordinaten: 34° 10′ 59″ S, 18° 25′ 59″ O

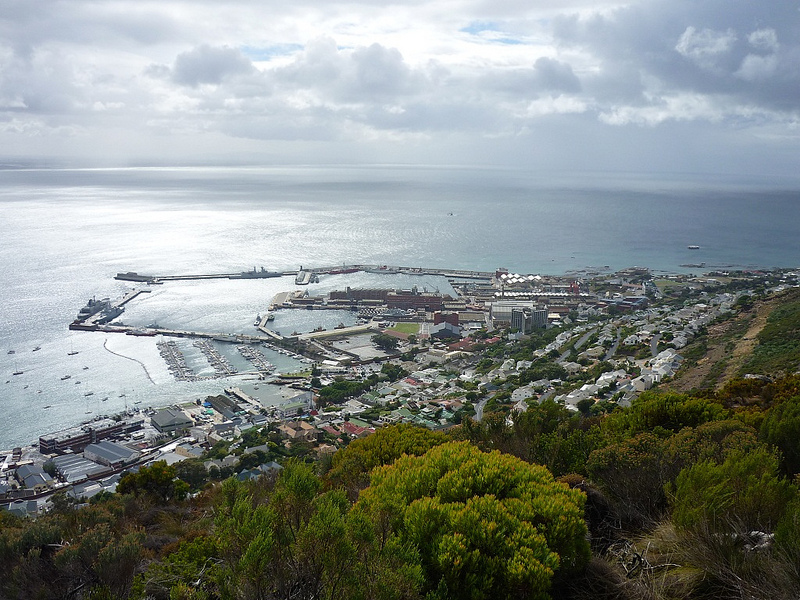
Gesamtansicht

Simon’s Town Naval Base bei Kapstadt ist der größte und wichtigste Stützpunkt der South African Navy. Bis 1957 hatte der Stützpunkt für zwei Jahrhunderte der britischen Royal Navy gedient.

## Geschichte

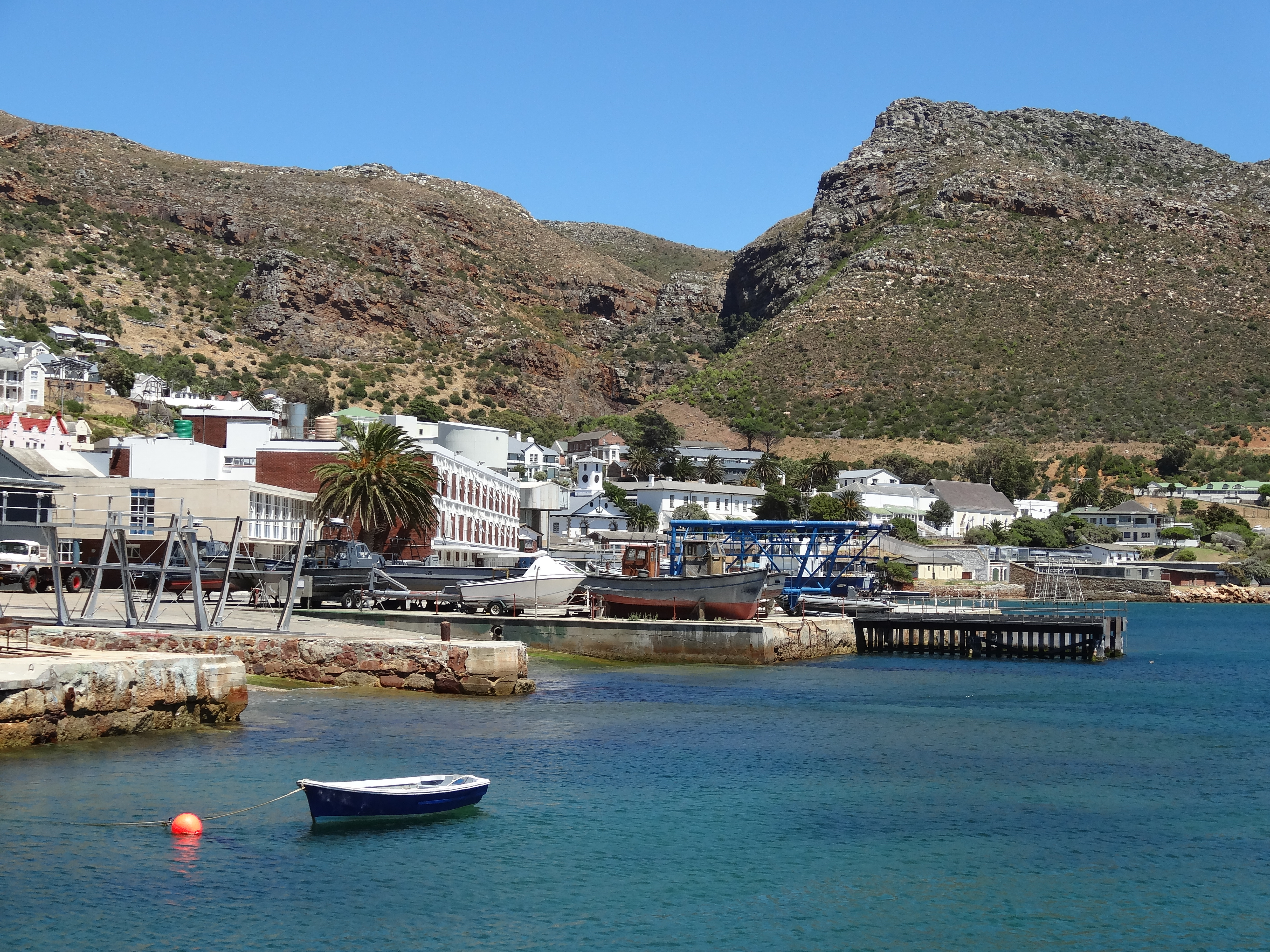
Aktuelle Ansicht des Entstehungsorts der Marinebasis

Die niederländische Vereenigde Oostindische Compagnie (Niederländische Ostindien-Kompanie) errichtete 1743 eine kleine Hafenanlage in Simon’s Town. Diese wurde in den 1790er Jahren von der Royal Navy übernommen, die sie in den folgenden 150 Jahren ausbaute und nutzte. Einige pittoreske, von den Niederländern gebaute Häuser aus den 1740er Jahren stehen noch heute an dem Uferabschnitt, an dem sich die ersten Kaianlagen befanden. In direkter Nachbarschaft dazu steht das älteste Gebäude aus den Zeiten der Royal Navy, ein kombiniertes Mast- und Segellager mit Bootshaus. Heute ist hier das Marinemuseum Südafrika (South African Naval Museum) untergebracht.
Mitte des 19. Jahrhunderts wurden im Rahmen des Ausbaus des Stützpunkts Werkstätten für Dampfkesselanlagen und Bekohlungseinrichtungen hinzugefügt. 1885 übertrug die Regierung der Kapkolonie offiziell den Hafen nebst Ausstattung in das Eigentum der britischen Admiralität. Gegen Ende des Jahrhunderts wurde klar, dass eine damals moderne Marine größere und umfangreichere Einrichtungen benötigte; 1898 wurde deswegen ein großes Areal östlich der bestehenden Kais erworben und der Ausbau beauftragt.
Die Arbeiten begannen im Jahr 1900 auf 11 Hektar Land. Eine neu errichtete 900 Meter lange Mole schützte nun das Hafenbecken, in dem ein 240 Meter langes und 28 Meter breites Trockendock (Selborne Graving Dock; benannt nach dem britischen Hochkommissar Earl of Selborne) lag.
Der Stützpunkt in Simon’s Town erleichterte es der Royal Navy, sowohl im Südatlantik als auch im südlichen Indischen Ozean ihre beherrschende Rolle auszuüben.
Simon’s Town Naval Base wurde 1957 an die Südafrikanische Union übergeben.
Im Jahr 1975 fand eine erneute Erweiterung der Hafenanlagen statt.
Das ehemalige Schulschiff der Bundesmarine, die Deutschland, besuchte die Simon’s Town Naval Station im Jahr 1974 (44. Auslandsausbildungsreise).

## Heutige Nutzung

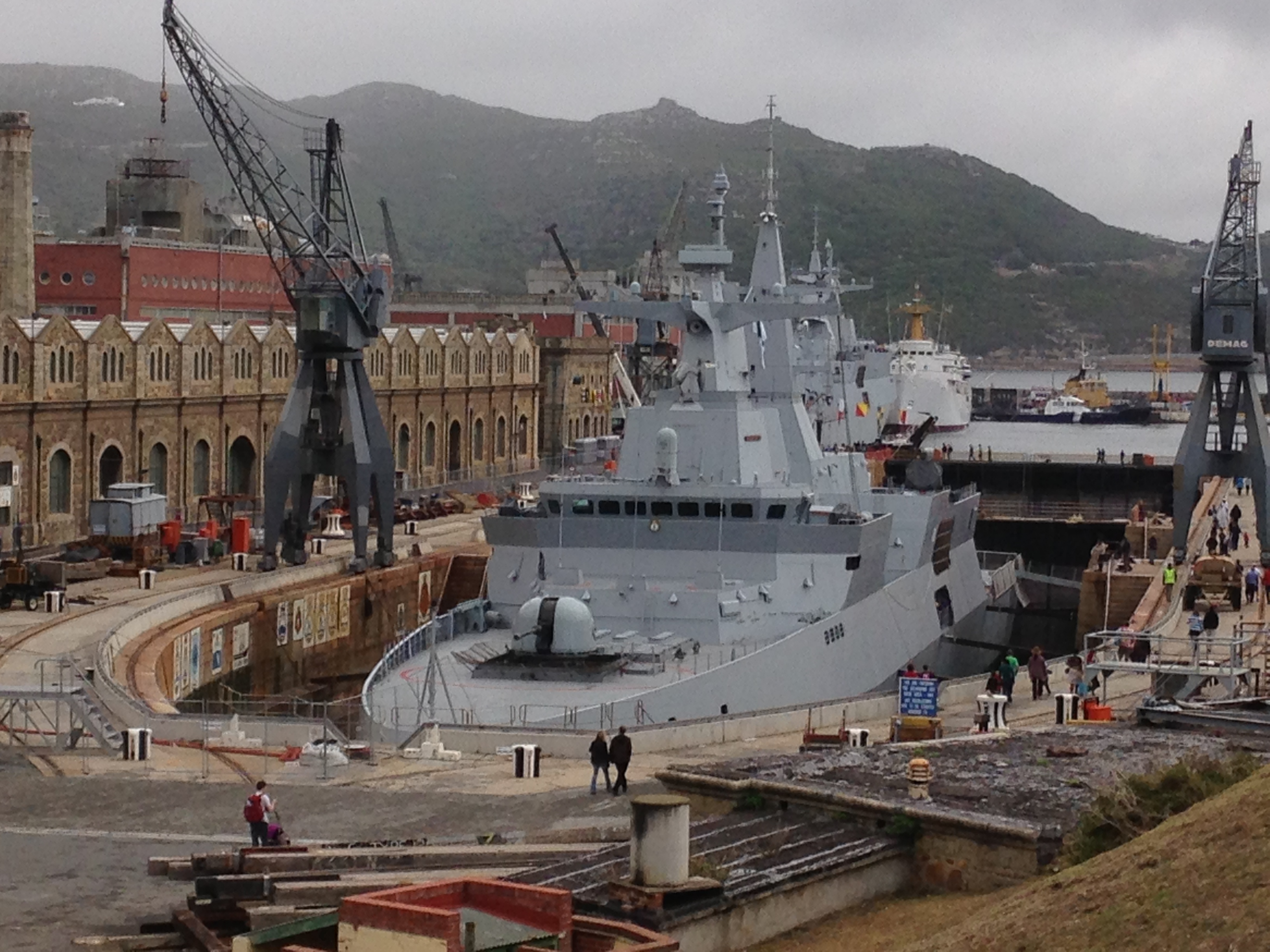
Moderne Fregatte im Trockendock Nr. 3

Seit 2015 ist Simon’s Town Naval Base der Hauptstützpunkt der South African Navy. Ihre Fregatten und U-Boote sind hier stationiert. Innerhalb des Stützpunktes liegen auch Ausbildungseinrichtungen.